# Elsa Pallot
Pour les articles homonymes, voir Pallot.
 (octobre 2023).
Elsa Pallot est une journaliste, diplômée de l'école supérieure de journalisme de Lille, née en 1972.

## Études
Elle a été élève au Prytanée national militaire[Quand ?].

## Carrière
Elle présente les flashs dans l'émission Télématin sur France 2. Elle assure régulièrement aussi des correspondances dans le Nord de la France pour cette chaîne. Depuis 2013, elle est chef du service économique de France 2. Elle est rédactrice en chef adjointe du 20 heures pour la saison 2016 - 2017.  
Elle est nommée rédactrice en chef du journal télévisé de 20 heures en semaine en septembre 2018.